# Нюренберг Амшей Маркович

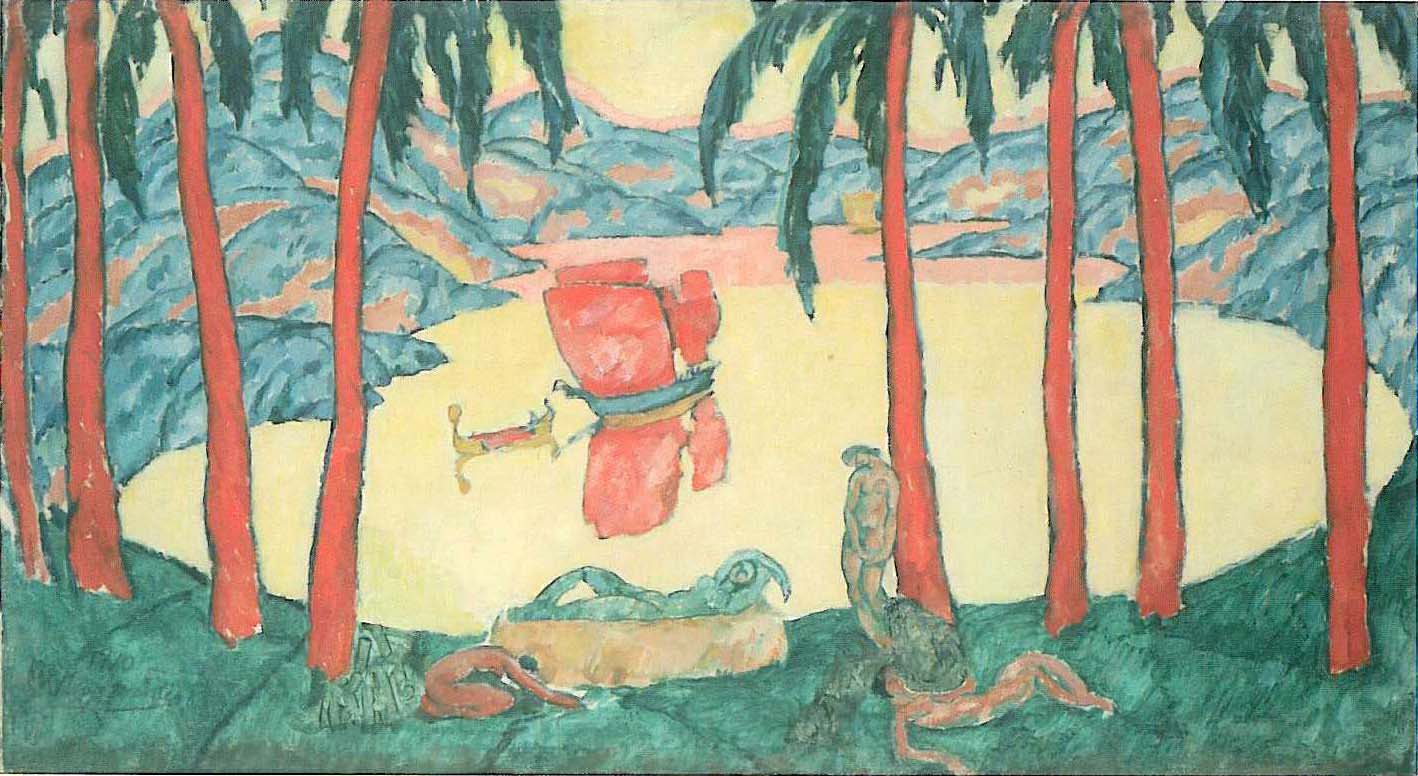
А. М. Нюренберг. 1910. Червоні вітрила. Полотно на дереві, олія. 68x123 (назва використано О. Гріном для однойменної повісті «Червоні вітрила», 1923)

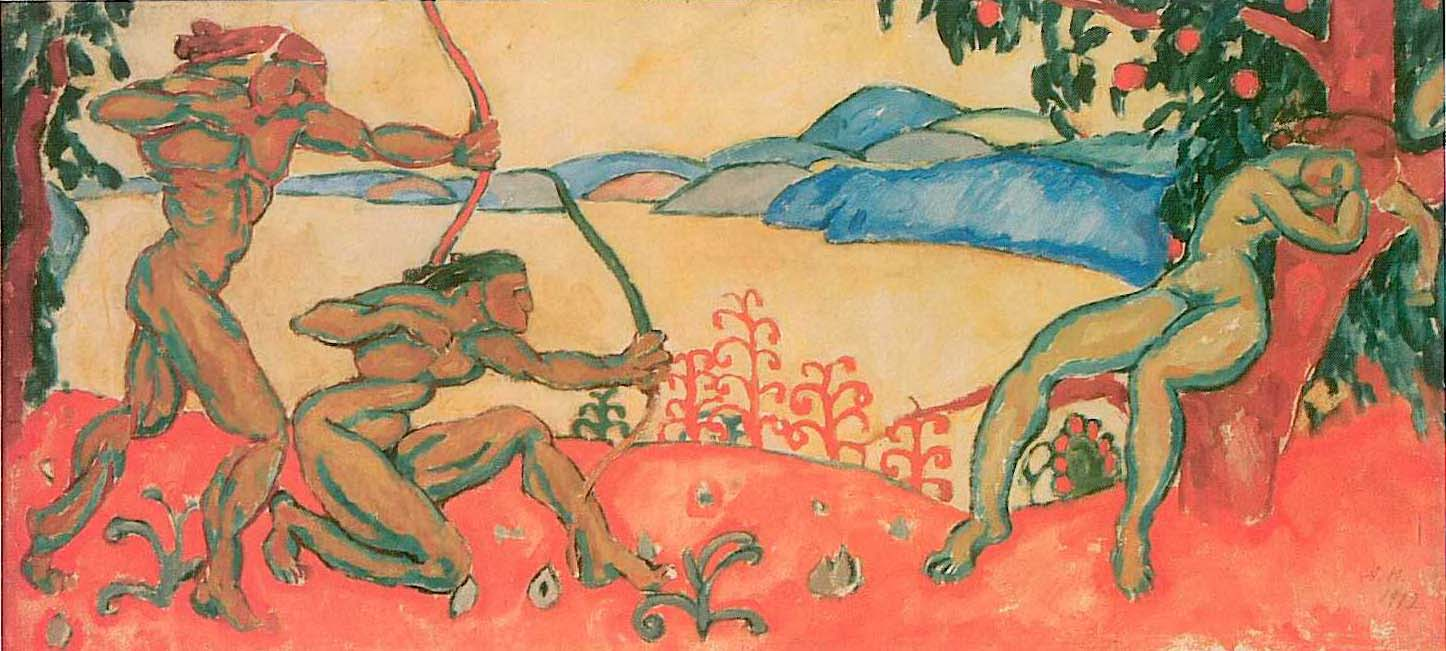
А. М. Нюренберг. 1912. Полювання. Античний мотив. Полотно на дереві, олія. 56x120

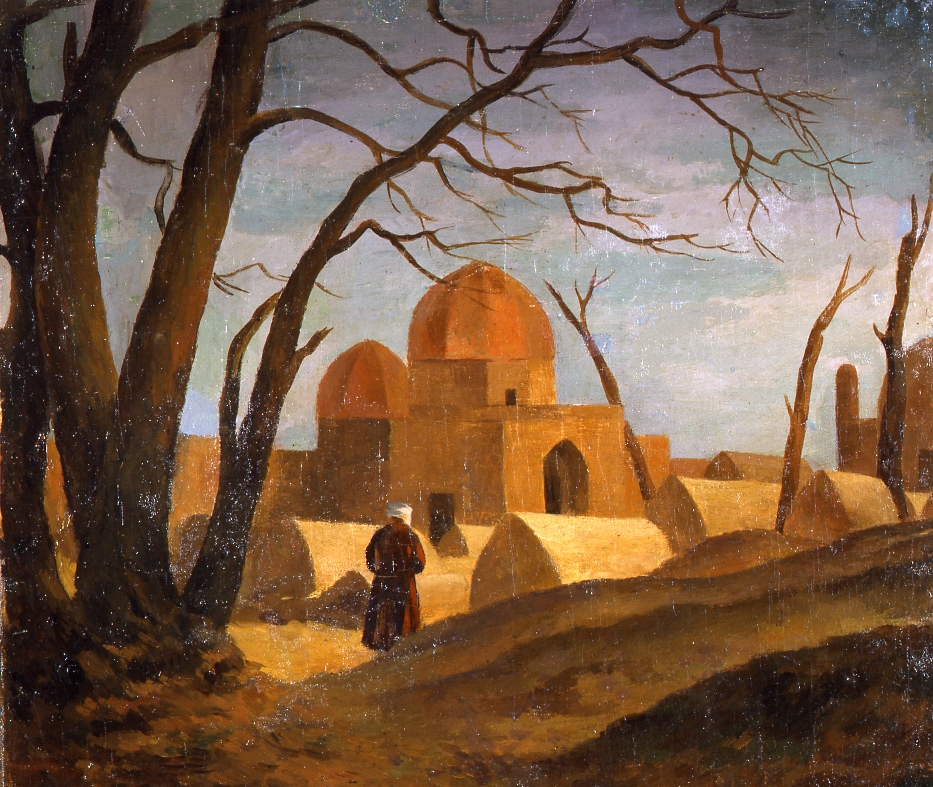
А. М. Нюренберг. 1923. Мечеть з чоловічою фігурою. Полотно, олія. 33x40

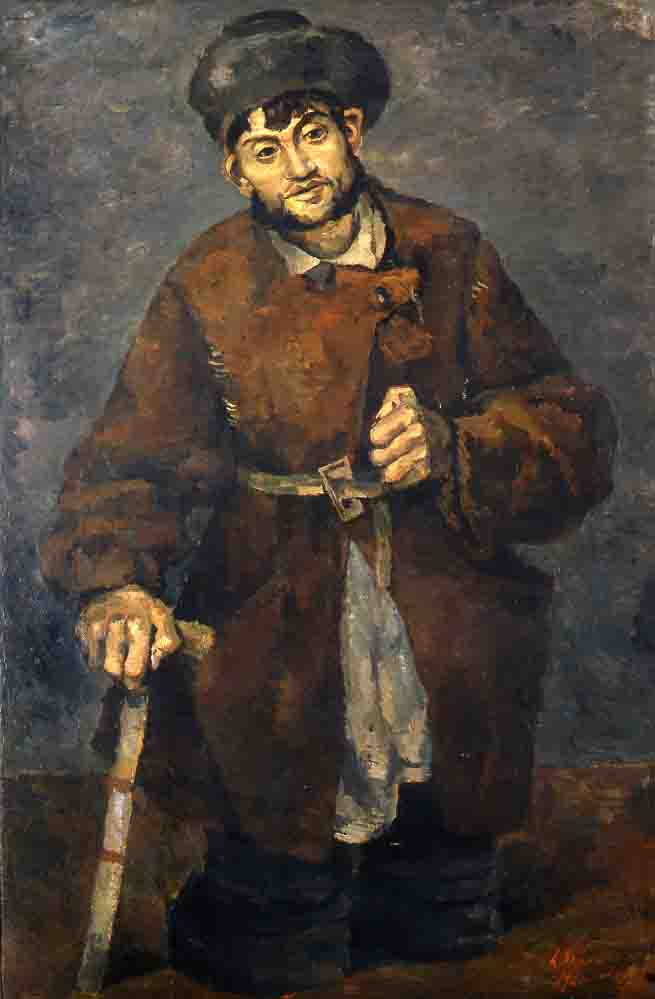
А. М. Нюренберг. 1926. Інвалід війни. Полотно, олія. 91x60. Виставлявся в Осінньому Салоні, Париж 1927

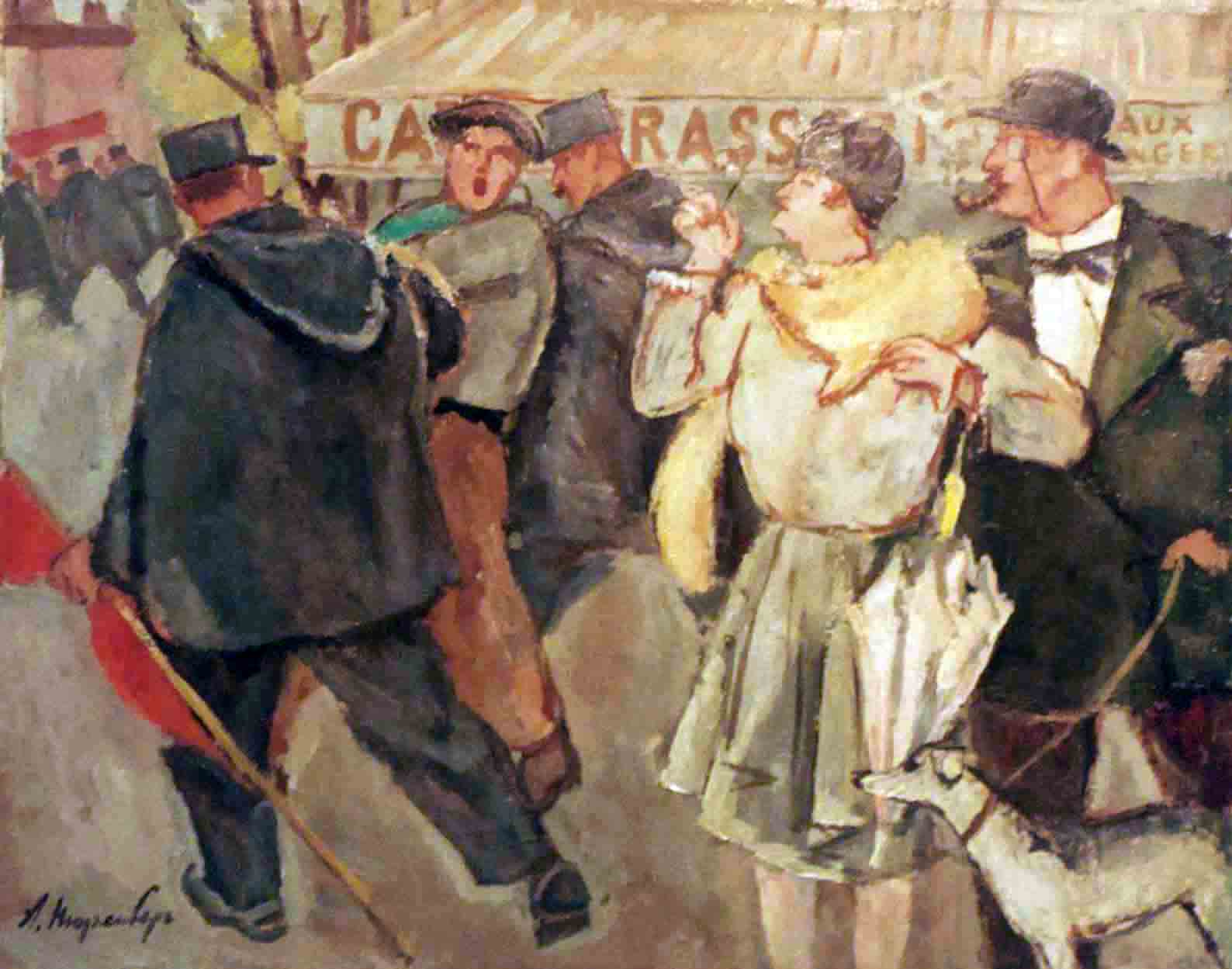
А. М. Нюренберг. 1929—1930. Буржуазна сволота. Полотно, олія. 63x80. Москва, Третьяковська галерея

Амшей Маркович Нюренберг (21 квітня 1887, Єлисаветград — 10 січня 1979, Москва) — український радянський живописець, графік, мистецтвознавець, автор мемуарної прози.
У 1904—1910 роках навчався живопису в Одеському художньому училищі у професора Киріака Костанді. Після закінчення училища відправився продовжувати свою освіту в Париж. Жив у Латинському кварталі в середовищі російських художників. Протягом року ділив одне ательє з Марком Шагалом в фаланстере «Ла-Рюш» (La ruche).
У 1913 році повернувся до Одеси, де очолив групу модерністського напряму «Незалежні» і відкрив школу «Вільна майстерня» (1918). Брав участь у виставках одеських художників. Після революції 1917 року був призначений першим народним комісаром мистецтв в Одесі, керував Комітетом з охорони творів мистецтва та історичних будівель міста.
З 1920 року проживав в Москві, де був художнім кореспондентом газети «Правда», працював з В. Маяковським в «Вікнах РОСТА», був професором історії західного живопису у ВХУТЕМАСі. У 1927—1929 роках був відряджений Наркомом освіти А. Луначарським в Париж для читання лекцій про радянське мистецтво. У 1932 році брав участь в організації МОССХа.
Під час Другої світової війни (1941—1943 р.) перебував в евакуації в Ташкенті (Узбекистан). Після війни працював у Москві як художник, в тому числі, для музею Революції.
Протягом життя Нюренберг працював у різних стилях — від модернізму до реалізму, завжди залишаючись вірним традиціям Паризької школи.

## Сім'я
Дружина — балерина і художниця Поліна Миколаївна Мамічева (1894—1978). Дочка — оперна співачка (колоратурне сопрано), солістка Большого театру Ніна Неліна (Неля Амшеївна Нюренберг, 1923—1966) — була одружена з письменником Юрієм Валентиновичем Тріфоновим; їхня дочка (внучка А. М. Нюренберга) — філолог Ольга Юріївна Тангян (нар. 1951). Брат — художник Давид Девін (Давид Маркович Нюренберг, 1896—1964).

## Біографія
21 квітня 1887 — народження у м. Елисавеград (нині Кропивницький), Україна, в єврейській родині. Батьки — власники рибної лавки. Амшей — старший з 10 дітей.
1905 — закінчення загальноосвітньої школи в Єлисаветграді, де малювання викладав учень Іллі Рєпіна Феодосій Козачинський.
1905—1911 — навчання в Одеському художньому училищі в класі професора Киріака Костанді.
1911—1913 перебування в Парижі, навчання в приватних художніх Академіях, робота художнім кореспондентом в російськомовній газеті «Паризький вісник». Протягом року спільне ательє з Марком Шагалом в фаланстере «Ля Рюш» (La ruche) в проїзді Данциг.
1913 — повернення до Єлисаветграда, викладацька діяльність.
1915 — переїзд до Одеси, виставкова діяльність з групою модерністів, згодом названих «одеськими парижанами». Організація «Товариства незалежних», перетворене в 1918 р. в «Товариство незалежних художників».
1915 — шлюб з балериною Поліною Мамічевою (1894—1978).
1918 — заснував художню студію «Вільна майстерня» та «Дитячу академію». Викладачі — художники, які навчалися у Франції (Амшей Нюренберг, Сигізмунд Олесевич, Сандро Фазіні, Теофіл Фраерман, Ісаак Малік). Серед учнів — Віктор Мідлер (згодом старший хранитель відділу новітньої російської живопису Третьяковській галереї), дружина Поліна Мамічева, Наум Соболь (театральний художник).
1919 — народний комісар мистецтв Одеси та глава Комітету з охорони пам'яток мистецтва та старовини.
1919—1920 — головний редактор першої Радянської газети в Єлисаветграді «Червона село».
1920 — переїзд до Москви, робота у «Вікнах РОСТА» разом з Володимиром Маяковським, Іваном Малютіним і Михайлом Черемних, виготовлення понад 200 плакатів.
1921 — створення Нового суспільства живопису (НСЖ) разом з художниками Олександром Глускиним, Самуїлом Адліванкіним, Георгієм Ряжським, Михайлом Перуцьким та ін.
1921—1922 — відрядження в Узбекистан разом з Віктором Мідлером і Поліною Мамічевою для організації реставрації історичних і культурних пам'яток.
1922—1924 — професор історії західної живопису у ВХУТЕМАСу.
1923 — народження дочки Ніни (згодом солістки Большого театру СРСР Ніни Неліної).
1923—1925 — спільні виставки з колишніми членами групи «Бубновий валет» (1910—1917) і написання декларації для їх нового товариства «Московські живописці» під головуванням Петра Кончаловського.
1924—1926 — перший художній оглядач газети «Правда».
1927—1929 — направлений в Париж Наркомом освіти Анатолієм Луначарським як «культурний посол» для читання лекцій про радянське мистецтво і написання репортажів про французьке мистецтво для радянської преси. Участь у паризькому «Осінньому салоні» 1928 року.
1930е — участь в організації Спілки художників, робота для музею Революції, творчі відрядження в колгоспи України і Північного Кавказу і на шахти Кузбасу.
1941—1943 — евакуація в Ташкент у зв'язку з війною. Робота в Узбецький спілці художників.
1943 — повернення в Москву. Робота для музею Революції.
1950 — вихід на пенсію. Продовження активної мальовничій і літературної діяльності, включаючи участь у виставках, написання мемуарів та публікації в газетах і журналах.
10 січня 1979 — смерть у віці 91 року в Москві. Похований на Ваганьковському кладовищі.

## Роботи в музеях
Москва, Третьяковська галерея — 67 робіт, у тому числі картини «Буржуазна сволота» (1929—1930), «Вечеря» (1930), «Соцдоговор» (1931)
Москва, Державний музей образотворчих мистецтв імені О. С. Пушкіна — 45 робіт
Москва, Музей Маяковського — 14 робіт, в тому числі портрети Маяковського різних років
Москва, Державний музей мистецтв народів Сходу — 69 робіт, середньоазіатські роботи 1920-х і 1940-х років
Москва, Державний центральний музей сучасної історії Росії (колишній Музей Революції) — портрети Леніна, роботи революційної та антивоєнної тематики
Москва, Центральний музей Збройних Сил (колишній Музей Червоної Армії) — картина «Щаслива юність» (1936)
Київ, Національний художній музей України — 39 робіт
Кропивницький (Україна), Обласний художній музей — 102 роботи
Нукус (Узбекистан), Державний музей мистецтв імені І. В. Савицького — близько 60 робіт
Рамат-Ган (Ізраїль), Музей російського мистецтва ім. М. і М. Цетлін — близько 20 робіт
Міннеаполіс (США), Музей російського мистецтва (TMORA) — 15 робіт
Одеса, Одеський художній музей — картина «Купальниці»

## Виставки
1908, Одеса. Виставка Товариства південноросійських художників (ТПРХ)
1913, Єлисаветград. Перша Єлисаветградська художня виставка
1916, Одеса. Виставка Товариства незалежних
1918, Одеса. Виставка Товариства незалежних художників
1919, Одеса. Перша народна виставка
1920, Одеса. Виставка пам'яті Т.Шевченко
1922, Москва. Виставка Нового суспільства живопису (НІЖ)
1924, Москва. Виставка малюнків і акварелей спільно з Робертом Фальком та Олександром Шевченко в Державній Цвєтковський художній галереї
1927, Париж. Осінній салон
1929, Москва. Виставка «Вікна сатири РОСТА» у Третьяковській галереї
1932, Венеція. Бієнале
1939, Москва. Індустрія соціалізму
1945, Москва. Персональна виставка в Центральному будинку літераторів
1961, Москва. Персональна виставка в Московському спілці художників
1963, Одеса. Персональна виставка
1979 (посмертно), Москва. Персональна виставка в Московській спілці художників
1988, Москва. Виставка Нукусского музею в Музеї мистецтва народів сходу
2004, Москва. Виставка братів Амшея Нюренберга і Давида Девінова-Нюренберга в галереї «Ковчег»
2006, Рамат-Ган (Ізраїль). Виставка «Одеські парижани» в Музеї російського мистецтва ім. Цетлін
2009, Одеса. Персональна виставка графічних робіт у Всесвітньому клубі одеситів
2009, Кропивницький. Персональна виставка в обласному художньому музеї
2010, Київ. Виставка робіт Товариства Незалежних Художників з колекції Якова Перемена. Музей мистецтв імені Варвари та Богдана Ханенків

## Книги
В. Мідлер і А. Нюренберг (1922) Самарканд і Ташкент. Москва-Ташкент
А. Нюренберг (1924) Поль Сезанн. Москва, ВХУТЕМАС
А. Нюренберг (1969). Спогади, зустрічі, думки про мистецтво. Москва, Радянський художник
А. Нюренберг (2010) Одеса — Париж — Москва. Спогади художника. Підготовка тексту, вступна стаття і біографічна довідка Ольги Тангян. Заключна стаття Лесі Войскун. Москва, Мости культури-Гешарим

## Членство в художніх об'єднаннях
1910, Одеса. Товариство південноросійських художників (ТПРХ)
1915—1918, Одеса. Суспільство незалежних
1918—1919, Одеса. Товариство незалежних художників
1921—1922, Москва. Нове суспільство живопису (НІЖ)
1926—1927, Москва. Асоціація художників революційної Росії (АХРР)
1932—1979, Москва. Московський обласний союз радянських художників (МОССХ), згодом перейменований в Московський союз радянських художників (МССХ), Московське відділення Спілки художників РРФСР (МОСХ РРФСР) і Московське відділення організації Спілки художників РРФСР (МОСХ)